# 柳甫
柳甫（2世纪—238年）一作柳浦，三国时期辽东燕王公孙渊的御史大夫。
魏明帝景初元年（237年），公孙渊自立为燕王，建元绍汉。绍汉二年（238年），司马懿率军讨伐公孙渊。公孙渊战败，八月，公孙渊派遣相国王建、御史大夫柳甫请求解围退兵，如果同意，君臣定当自缚面降。司马懿命斩来使，用檄文通知公孙渊，自己是天子的上公，而王建、柳甫想要我解围后退，为人失礼，两个老糊涂已被我杀掉。